# 馬伯亞納勒伊
馬伯亞納勒伊（達悟語：Mapeyyangangey），是台灣達悟族神話中的一名神祇，掌管倫理道德和公平正義。

## 簡述
馬伯亞納勒伊的意思為「公平正義者」，祂是倫理道德之神、世界上最公正的存在，會審視藉由馬納加基勒伯所觀察到的人們的遭遇和行為，並對他們的命運作出相對應的裁決，以求公平、並且懲罰壞人，如漂亮並受到許多稱讚的人會早夭、做壞事的人最終則會遭遇不幸、連一些版本的大洪水傳說也認為洪水是祂要懲罰世人而製造的，在一些版本中，祂和馬納加基勒伯也被視為一體兩面的存在,但卻從未「啟示自己」。

## 文化
在達悟族的觀念中，神和命運是公平的，他們認為物極必反、富不過三代，得到了過多的好處終究會引來災禍，而馬伯亞納勒伊便是這種觀念的體現。